# Gare de Cagnes-sur-Mer
Gare de Cagnes-sur-Mer – stacja kolejowa w Cagnes-sur-Mer, w regionie Prowansja-Alpy-Lazurowe Wybrzeże, we Francji. Znajdują się tu 2 perony.